# Force ouvrière
Force Ouvrière (FO), ufficialmente Confédération générale du travail - Force ouvrière (CGT-FO)-  è un sindacato francese, nato nel 1947  a seguito di una scissione dalla CGT
Terza organizzazione sindacale, dopo CFDT e CGT, FO ha raccolto, nel periodo 2009-2013, il 15,94 % di voti nelle elezioni professionali francesi. I dati disponibili dopo le elezioni professionali svoltesi dal 2013 al 2016 attribuiscono a FO un peso assoluto di 15,59 % e un  peso relativo di 17,93 %, confermandola nel ruolo di terza organizzazione sindacale.

## Storia

### Origine della scissione dalla CGT
Force Ouvrière è l'erede del ramo riformista della CGT, un sindacato che, dalla sua creazione nel 1895, era diviso tra una tendenza riformista e una tendenza sindacalista rivoluzionaria e poi comunista . Quest'ultima tendenza, minoritaria fino alla Liberazione, si era già scissa nel 1921 (creazione della CGTU ) prima di rafforzare le sue posizioni all'interno della CGT riunificata all'epoca del Fronte Popolare . Il fallimento degli scioperi del 1938 contro Daladier indebolì l'ala comunista della CGT, che fu definitivamente esclusa nel 1939 quando fu firmato il patto tedesco-sovietico.
Successivamente, dopo la seconda guerra mondiale, fu la tendenza riformista (non comunista) a trovarsi in minoranza e a creare, nel 1947, la Confédération générale du travail - Force ouvrière (CGT-FO).
La prima guerra mondiale dopo la morte di Jean Jaurès mostra le prime divergenze : la CGT si divide tra una maggioranza (compresa la dirigenza) aderente all'Unione Sacra e allo sforzo bellico, e una minoranza, pacifista, che denuncia la guerra e sottolinea la necessità di mantenere l'attività di protesta.

#### Alcune date
- 1921 : scissione tra la CGT e la CGT-U (“unitaria" ), che inizialmente riuniva i (diversi) elementi della CGT ostili alla guerra e che si riconoscevano nella prospettiva rivoluzionaria apertasi in Russia. La CGTU diventa lo strumento sindacale del Partito Comunista Francese . La CGT torna ad essere il centro di maggioranza, mentre la CGTU viene emarginata.
- 1936 : a marzo, riunificazione della CGT ; rimane comunque la divisione di fatto tra i “confederati" e gli "unitari" dell'ex CGTU.
- 1939 : esclusione dei dirigenti della CGT che si rifiutano di condannare il patto tedesco-sovietico.
- 1943 : Gli " Accordi di Perreux ” riunificano la CGT.

### Nascita di Force Ouvrière
Nel 1945 i rapporti di forza erano nettamente favorevoli agli ex unitari, che controllavano 21 federazioni su 30. Gli ex confederati erano raggruppati attorno al giornale clandestino Résistance Ouvrière, creato nel 1943, e attorno a Léon Jouhaux, tornato dalla deportazione l'8 maggio 1945 . Resistance Ouvrière divenneForce Ouvrière .
La dottrina dei confederati era quella dell'indipendenza sindacale, indipendenza in particolare rispetto al PCF, e al governo, perché il PCF faceva parte del governo. I sindacati controllati dal PCF eranofortemente incoraggiati a sostenere la produzione nazionale. Era il momento in cui Maurice Thorez, leader del PCF, dichiarava : "Lo sciopero è l'arma dei trust".
Nel settembre 1945, durante il primo Comitato Confederale Nazionale (CCN) dopo la Liberazione, gli ex-unitari ottennero la maggioranza delle cariche confederali e nominarono Benoît Frachon come secondo segretario generale. Alcuni ex confederati la interpretarono come una politica di presa del controllo da parte dell'apparato comunista e rifiutarono che venissero soffocate le rivendicazioni sindacali.
Nell'agosto 1946 si verificò una scissione nella Federazione dei Sindacati della Posta e delle Telecomunicazioni francesi. A settembre, preso atto del fallimento della cosiddetta "inversione di tendenza interna», icConfederati formarono i gruppi degli Amici della Forza Operaia, l'inizio di un'organizzazione sindacale parallela alla CGT.
Nel maggio 1947, in seguito al conflitto della Renault, i ministri comunisti furono espulsi dal governo. A settembre, Mosca condannò il Piano Marshall e chiese a tutti i partiti comunisti di seguire questa condanna e rompere con i governi in carica. La CGT si schierò durante questi conflitti dalla parte del PCF.
La tensione seguita a questi eventi fece precipitare la scissione, avvenuta durante la seconda conferenza nazionale dei gruppi FO, il 18 e 19 dicembre 1947. Il 19 dicembre, Léon Jouhaux e quattro segretari confederali lasciarono la CGT.
Il congresso di fondazione si svolse il 12 aprile 1948 . Allo stesso tempo, FO divenne uno dei cardini della Confederazione internazionale dei sindacati liberi (CISL), una scissione nella federazione sindacale mondiale che rifiutava l'influenza comunista.
FO ricevette supporto logistico e finanziario dai sindacati belgi e tedeschi, e dall'americana AFL-CIO sotto l'eda del suo recentissimo FTUC (Free Trade Union Committee) e da Irving Brown, membro eminente della CIA,  che desiderava  "creare sindacati non comunisti in Francia e in Italia per indebolire la CGT e la sua controparte italiana, la CGIL"